# Ciclo del demone
Il Ciclo del demone, noto anche come Trilogia del Verbo e del Vuoto, è una trilogia letteraria scritta da Terry Brooks e pubblicata dal 1997 al 1999.

## Romanzi
I libri che costituiscono il ciclo sono:
- Il demone (Running with the Demon, 1997)
- Il cavaliere del verbo (A Knight of the Word, 1998)
- Il fuoco degli angeli (Angel fire East, 1999)

## Trama
Narra la storia e le battaglie tra i cavalieri del Verbo e i demoni del Vuoto, che raramente si combattono in modo diretto, preferendo agire sugli animi degli esseri umani, per il controllo dei poteri della protagonista Nest Freemark, una ragazza dotata di invidiabili capacità atletiche e di poteri magici ereditati dalle donne della famiglia sue antenate. Le vicende si snodano all'interno di un ventennio a cavallo tra il XX e il XXI secolo, nella società nordamericana. La responsabilità che Nest ha preso su di sé è proteggere, insieme al curioso e antipatico compagno Pick, un elfo silvano di Faerie, il parco della sua città natia di Hopewell dalle forze del Vuoto che costantemente lo minacciano. La sua vita che, pur permeata di magia, scorre al ritmo di quella dei suoi coetanei adolescenti, viene complicata dalla ricomparsa di suo padre, un demone del Vuoto determinato a renderla sua alleata nella lotta contro il Verbo. Ma il cavaliere del Verbo John Ross, dotato di grandi poteri magici, compare a sua volta per tentare di impedirlo. Brooks descrive le brutture della civiltà occidentale, ormai irrimediabilmente corrosa da mali, visibili e invisibili, incarnati anche simbolicamente nella figura dei demoni. Questi ultimi non devono fare altro che agire da cattivi consiglieri per scatenare tragedie di cui uomini alla deriva già covano l'idea. A questi è contrapposta la figura del cavaliere del verbo e delle difficoltà di chi si pone l'obiettivo di salvare dalla distruzione una società che pare ormai condannata.

## Personaggi
Il Verbo e il Vuoto sono due entità soprannaturali in eterno conflitto, al centro delle vicende del ciclo del demone e de La genesi di Shannara.
Sul pianeta Terra esiste da sempre una magia antichissima precedente all'epoca di Faerie, che permea ogni cosa, andando al di là dell'umana comprensione e che unisce in simbiosi tutto il creato. Tale essenza è oggetto di perenne contesa tra due entità soprannaturali: il Verbo e il Vuoto. Questo conflitto accompagna l'umanità sin dalla sua nascita ed è condotto senza alcuna tregua dai Cavalieri del Verbo e dai Demoni del Vuoto. I primi tentano di conservare e mantenere intatto l'equilibrio della magia del mondo mentre i demoni provano a scardinarlo mostrando tutta la loro attitudine alla distruzione. Al centro della battaglia tra Verbo e Vuoto si pone l'umanità, l'unico vero soldato delle due entità. Se i demoni riescono a sedurre gli uomini, l'equilibrio scivola verso il Vuoto. Se gli uomini ascoltano i Cavalieri del Verbo, l'equilibrio pende verso il Verbo. Per secoli l'equilibrio non è stato spezzato, ma durante la seconda metà del XXI secolo i demoni riuscirono a prevalere originando le Grandi Guerre, una serie di conflitti mondiali che portarono l'umanità verso l'oblio. Il Verbo tuttavia riuscì ad infliggere un violento colpo di coda alle forze del Vuoto, ristabilendo l'equilibrio e facendo risorgere un nuovo mondo. È in questo pianeta rinato che si svolgono le avventure della serie di Shannara.

### Nest Freemark
È la protagonista e compare in tutti e tre i libri del ciclo. È una bambina con poteri magici che le permettono di vedere il mondo in modo diverso da tutti i suoi amici. Vede i divoratori e il suo migliore amico è un silvano dei boschi, anch'egli creatura magica di Faerie. Nel primo libro scopre che suo padre è un demone. Quest'ultimo, dopo anni di assenza, ritorna e cerca di irretirla per far in modo che sua figlia persegua la causa del Vuoto. Il padre aveva creato con la sua magia un protettore per la figlia, il cane Wraith. Verrà aiutata da sua nonna e da John Ross, cavaliere del Verbo, che riescono nell'intento di proteggerla dalle tentazioni del Vuoto. Nel secondo libro deve salvare John Ross che si è allontanato dal Verbo e rischia di essere corrotto dal Vuoto. Scopre infine di avere ancora una certa padronanza di Wraith. Grazie al suo aiuto, John torna dalla parte del Verbo e ad operare come Cavaliere. Nel terzo libro riesce a salvare un Variante, creatura dotata di grandi poteri magici, insieme a John Ross.  Il Variante sarà poi il protagonista de La genesi di Shannara.

### Cavalieri del Verbo
Sono uomini e donne votate alla causa del Verbo: intendono preservare l'equilibrio e impedire alle forze del Vuoto di trionfare. Principale compito dei cavalieri è quello di uccidere i demoni e di sventare le loro malefatte. Durante il sonno, la Signora invia loro la posizione di un demone in modo che essi possano eliminarlo. Per affrontare il male i Cavalieri del Verbo posseggono un liscio bastone nero con su scolpite le antiche rune di Faerie, che gli infondono la magia. Quando la evocano, i cavalieri diventano molto più forti fisicamente e gli viene fatto dono di una agilità sconcertante. Inoltre posso scagliare dalle estremità del bastone fiamme bianche che divorano il nemico. Al fine di evitare che i propri paladini cadano in imboscate, il Verbo gli ha donato il potere di avvertire la presenza di un demone nelle vicinanze. I Cavalieri del Verbo inoltre hanno anche un'altra capacità: mentre sognano possono vedere come sarà il futuro. Purtroppo più che di sogni si tratta di incubi perché gli viene mostrata la Terra caduta sotto gli artigli dei demoni. Sono servitori del Verbo:
- John Ross: era un Cavaliere del verbo di origine inglese che per tre volte ha incrociato la strada di Nest Freemark. Tormentato dall'angoscia e dalla solitudine a un certo punto della sua vita John rinnega la sua vita al servizio del Verbo persuaso anche dalle false parole di un demone. Grazie all'aiuto di Nest riuscirà a ritrovare la forza e il coraggio di un tempo. Morirà nel 2012 durante la lotta contro Findo Gask ma salvando il Variante dalle sue grinfie.
- Logan Tom: è un Cavaliere del Verbo nato in una fortezza nel Nord America ma rimasto orfano a otto anni, quando essa venne distrutta dall'esercito guidato dal demone Findo Gask. Riceverà l'incarico di trovare e proteggere il Variante.
- Angela Perez: è un Cavaliere del Verbo che avrà il compito di aiutare gli elfi nella loro lotta per la sopravvivenza.
- Krilka Koos: è un Cavaliere del Verbo rinnegato. Inerme al massacro quotidiano che demoni ed ex uomini compiono ai danni dell'umanità, impazzisce per la disperazione e si trasferisce dalla costa atlantica alla costa pacifica diventando violento e testardo. Si stabilisce nel sud dello Stato di Washington dove raduna centinaia di uomini che gli giurano fedeltà ignorando la rovina del mondo che lo circonda. Trova nella lotta l'unico strumento per compiacersi e per far valere la sua leadership. Per questo motivo massacra tutti coloro che si rifiutano di unirsi alla sua milizia. Tre cavalieri del Verbo sono uccisi per mano sua. Verrà eliminato da Logan Tom.
- O'olish Amaneh: chiamato anche "Due Orsi", è un nativo americano votato alla causa del Verbo che consegna ai neo-cavalieri il bastone nero con cui combattere i demoni.
- La Signora: è la voce del Verbo. È una donna eterea che appare sulla superficie dei laghi e che investe i Cavalieri del Verbo della loro missione. È lei a comunicare la posizione dei demoni e a volte appare in sogno ai suoi cavalieri per affidargli incarichi particolari.
- Re del Fiume Argento: è uno dei servitori del Verbo. È stato incaricato di sorvegliare i Giardini della Vita dove ogni forma vivente prende consistenza. Protegge a lungo il Variante e gli svela la sua missione.

### Demoni
I demoni sono creature del Vuoto che disprezzano la vita e soprattutto l'umanità. Seducono l'essere umano con le loro parole convincendoli del valore fondamentale dell'odio e delle violenza. Dotati di grande forza fisica e di sottile intelletto, i demoni più forti posseggono anche poteri magici. Possono cambiare forma e aspetto, ma mai in modo totale, fatta eccezione per alcuni casi in cui avviene una vera e propria metamorfosi.
Sono servi del Vuoto:
- Findo Gask: è un demone chiamato “Il Vecchio” anche se nessuno osa rivolgersi a lui con quel nome. È uno dei demoni più antichi, si dice addirittura che fosse presente sin dai primi giorni dell'umanità. Umano solo nell'aspetto, si capisce subito la sua natura guardandolo negli occhi; ha sempre disprezzato gli Uomini e odiava quella parte di sé stesso, ma andando al servizio del Vuoto ha potuto “liberarsi” e ancora oggi non si pente di quella scelta. È l'assassino di John Ross e di molti altri Cavalieri del Verbo e nella Terra postapocalittica è stato riconosciuto dai suoi simili come il loro capo supremo e come la Voce del Vuoto. Sta distruggendo sistematicamente le fortezze degli umani e utilizza i bambini per i suoi mostruosi esperimenti disseminando il mondo di campi di schiavitù.
- Delloreen: feroce demone donna che ne "La genesi di Shannara" dà la caccia a Angela Perez. È il comandante in seconda di Findo Gask ed è l'unica che ha azzardato a chiamarlo “vecchio”. La sua pelle stava mutando in scaglie dure e resistenti che in poco tempo l'hanno ricoperta dalla testa ai piedi. In un primo tempo si è trasformata in un demone-lupo e in un secondo tempo in un demone-pantera. Durante queste metamorfosi, la sua forza e la sua agilità sono aumentate in misura esponenziale a scapito del suo intelletto, che si è limitato a seguire istinti primordiali e selvaggi. Muore sulla cima del monte Syrring per mano di Angela Perez.
- Ex uomini: venivano scelti fra i resti degli eserciti disciolti e dei corpi di polizia smantellati, tra le milizie e i gruppi paramilitari. Provenivano da una cultura di armi, odio e crudeltà ed una volta condizionati dai demoni si perdevano nella loro follia. Via via mutavano nelle azioni, nell'aspetto e nel comportamento. Avevano gli occhi bianchi, morti, e l'espressione vacua ed erano predatori violenti e animaleschi che uccidevano qualunque cosa si muovesse. Nel mondo postapocalittico costituiscono le armate dei demoni.